# María de Francia (1326-1341)
María de Francia es la hija del rey Carlos IV "el Hermoso" y de su tercera esposa Juana de Évreux. Debido a la Ley sálica no pudo acceder al trono tras la muerte de su padre.

## Biografía
Fue segunda hija, aunque la mayor en sobrevivir al nacimiento. Nació poco después del 18 de octubre de 1326, fecha en la que su padre confirmó el testamento que su madre acababa de redactar previo al parto. Los continuadores de la crónica de Guillermo de Nangis especifican que su hermana mayor Juana murió poco después de su nacimiento, entre noviembre de 1326 y el 16 de enero de 1327. Cuando su padre murió el 1 de febrero de 1328, su madre estaba embarazada por tercera vez. El nacimiento de una hija llamada Blanca dos meses después confirmó la extinción de la línea directa de los Capetos, en virtud de la costumbre que excluía a las mujeres de la sucesión, formalizada mucho más tarde bajo el nombre de ley sálica, impidió tanto a las cuatro hijas del hermano y antecesor de su padre Felipe III, como las dos de Carlos IV reclamar la sucesión.
Así, el pariente varón más próximo del difunto rey en términos de primogenitura agnática era su primo, quién ascendió al trono como Felipe VI. Viendo este panorama, Juana de Évreux reclamó el trono de Navarra para sus dos hijas, sin embargo este había sido asignado a Juana, hija del rey Luis  X, quién había sido excluida del trono francés. Para extinguir sus pretensiones, Juana y su esposo Felipe de Évreux quisieron comprárselos otorgándole una renta anual de 5.000 libras tornesas. Sin embargo, las negociaciones se prolongaron porque Juana exigió en agosto de 1335 una suma de 6.000  libras, y todavía estaba sin resolver cuando María murió prematuramente en París el 6 de octubre de 1341 a los catorce años.
Fue enterrada junto a su padre en la necrópolis real de la Basílica de Saint-Denis. Su tumba, terminada por el escultor Juan de Liège alrededor de 1381, estaba situada en la capilla del crucero norte. María fue representada con una corona que rodeaba la banda incrustada de plomo que rodeaba su cabeza, mientras que un dosel decorado con flores de lis dominaba su figura yacente. François Roger de Gaignières representó su figura yacente en un dibujo del siglo XVII, pero sin su corona ni sus manos unidas en oración, tal vez destruidas durante las Guerras de Religión del siglo anterior. Su tumba junto con la de sus padres y su hermana Blanca fueron profanados el 19 de octubre de 1793 durante la revolución francesa y sus cuerpos lanzados a una fosa común junto con los demás miembros de la familia real. En 1817 por orden de Luis XVIII, la fosa fue abierta y los huesos depositados en el osario común en la cripta de la basílica.

## Destino de su figura yacente
Durante la profanación, el busto de su figura yacente se salvó y fue recuperado dos años más tarde por el medievalista Alexandre Lenoir. Durante la Restauración de 1816, este último lo devolvió a Luis  XVIII, quien lo colocó en la Basílica de Saint-Denis. El busto se presentó posteriormente en la colección de Pierre Dufay en París en 1900, antes de desaparecer y reaparecer en la década de 1920 en la colección de George y Florence Blumenthal en Nueva York. Desde la muerte de George Blumenthal en 1941, se conserva en el Museo Metropolitano de Arte.